# Rablók
A Rablók (eredeti cím: Braqueurs) 2015-ben bemutatott francia film, amelyet Julien Leclercq rendezett.
A forgatókönyvet Simon Moutaïrou és Julien Leclercq írta. A producerei Julien Leclercq és Julien Madon. A főszerepekben Sami Bouajila, Guillaume Gouix, Youssef Hajdi, Jill Hennessy és Kaaris láthatók. A film gyártója a Labyrinthe Films és az SND Films, forgalmazója a SND Films. Műfaja romantikus film és bűnügyi film. 
Először a dél-koreai fesztiválon mutatták be 2015. október 7-én. Franciaországban 2016. május 4-én mutatták be a mozikban. Magyarországon 2017. március 26-án a Cinemax csatorna mutatta be.

## Szereplők
| Szereplő | Színész                 | Magyar hang            |
| --- | ----------------------- | ---------------------- |
| Yanis Zeri | Sami Bouajila           | Király Attila          |
| Eric | Guillaume Gouix         | Horváth-Töreki Gergely |
| Nasser | Youssef Hajdi           | Mészáros Máté          |
| Salif | Kaaris                  | Sarádi Zsolt           |
| Amine Zeri | Rédouane Behache        | Szalay Bence           |
| Nora Zeri | Kahina Carina           | Pap Katalin            |
| Franck | David Saracino          | Király Adrián          |
| Audrey | Alice de Lencquesaing   | Kis-Kovács Luca        |
| Khadidja Zeri | Baya Belal              | Nyakó Júlia            |
| Adama | Steve Tientcheu         | Bognár Tamás           |
| Bastien | Antonin Brunelle-Rémy   | Vida Bálint            |
| Redouane | Mohid Abid              | Gacsal Ádám            |
| Bilal | Narcisse Mame           | Nagy Péter             |
| Marion | Jeanne Bournaud         | Solecki Janka          |
| Tarek | Akim Chir               | Hegedüs Miklós         |
| Clavel | Jean-Philippe Puymartin | Csuha Lajos            |
| Leslie | Lucia Ceracchi          | Mórocz Adrienn         |
| További magyar hangok |                         |                        |
| Bordás János, Böröndi Bence, Czifra Krisztina, Fehér Péter, Hábermann Lívia, Hám Bertalan, Kiss László, Martin Adél, Téglás Judit |                         |                        |